# Graue Schlankbeutelratte
Die Graue Schlankbeutelratte (Marmosops incanus) ist eine Beuteltierart, die im östlichen und südöstlichen Brasilien von Sergipe im Norden bis São Paulo im Süden vorkommt. Ob es sich um eine monotypische Art oder um mehrere kryptische Arten handelt ist noch nicht sicher.

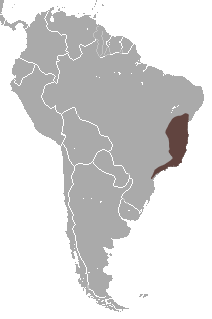
Verbreitungsgebiet

## Beschreibung
Die Tiere erreichen eine Kopfrumpflänge von 12,7 bis 19,4 cm (Männchen) bzw. von 10 bis 15,8 cm (Weibchen), haben einen 14 bis 23 cm langen Schwanz und erreichen ein Gewicht von 25 bis 140 g (Männchen) bzw. von 20 bis 72 g (Weibchen). Das Fell ist auf dem Rücken und der Kopfoberseite braungrau. Rund um die Augen finden sich auffällige dunkle Augenringe, der Bereich zwischen den Augen ist hellgrau und die Wangen sind cremefarben bis weißlich. Je nach Region sind die dunklen Augenringe mehr oder weniger deutlich ausgeprägt. Ein mittiger dunkler Strich auf der Schnauze fehlt. Das Bauchfell ist cremefarben und schimmert bei einigen Individuen leicht rosig. Die Oberseiten der Füße sind weiß. Die Ohren sind mit einer Länge von 25 mm relativ groß. Der Schwanz, dessen Länge etwa 130 % der Kopfrumpflänge beträgt, ist auf der Oberseite dunkel und auf der Unterseite hell. Die Schwanzspitze ist weiß. Weibchen haben keinen Beutel. Die Länge der Haare ändert sich mit dem Alter. Bei Jungtieren ist das Fell auf dem Rücken etwa 10 mm  lang und sehr weich, bei älteren Tiere sind die Rückenhaare 5 mm lang und rauer. Das Bauchfell bleibt dagegen immer weich und lang wie das Rückenfell der Jungtiere. Insgesamt sind die Exemplare aus trockeneren Gegenden für gewöhnlich heller als die aus feuchten Wäldern.

## Lebensraum und Lebensweise
Die Graue Schlankbeutelratte lebt im Atlantischen Regenwald bis in Höhen von 800 Metern. Außerdem kommt sie in Galeriewäldern in der Caatinga und im Cerrado vor, die mit dem Atlantischen Regenwald verbunden sind, sowie in größeren Höhen in inselartig gelegenen Feucht- und Halbtrockenwäldern in der Caatinga.
Die Graue Schlankbeutelratte ist wahrscheinlich nachtaktiv. Sie bewegt sich, verglichen mit größeren Beutelrattenarten sehr schnell und ist in der Lage kleine Hindernisse springend zu überwinden. Im stark abgeholzten und fragmentierten atlantischen Regenwald bevorzugt sie die inselartigen Waldreste und meidet weitgehend das kultivierte Land dazwischen aber auch die Waldkorridore zwischen den Waldinseln. Das von einem Individuum genutzte Territorium ist zwischen 0,4 und 2,1 ha groß. Die Territorien der Männchen sind etwa 50 % größer als die der Weibchen. Ob sie mehr auf dem Bodengrund oder mehr im Unterholz leben ist noch umstritten.
Weibchen bauen Nester im Unterholz, die sich im Schnitt in einer Höhe von weniger als 2,5 m über dem Erdboden befinden. Auch künstliche Nisthilfen werden genutzt. Die Tiere werden mit einem Alter von 6 Monaten geschlechtsreif und erreichen in den meisten Fällen gerade mal ein Alter von einem Jahr. Sie pflanzen sich nur einmal im Leben in den Monaten von Oktober bis März fort.

## Ernährung
Die Graue Schlankbeutelratte ernährt sich vor allem von Wirbellosen, darunter vor allem Insekten. Zu ihren Beutetieren gehören Käfer, Heuschrecken, Ameisen, Spinnen und Raupen. Außerdem werden Früchte verzehrt. Im Cerrado fand man in Kotproben mehr Überreste von Ameisen verglichen mit Kotproben aus Feuchtwäldern. Außerdem werden im Cerrado viele Termiten und Schaben verzehrt. In Galeriewäldern hat die Graue Schlankbeutelratte eine wichtige Rolle bei der Verteilung von Samen verschiedener Pflanzenarten.

## Status
Da die Graue Schlankbeutelratte ein großes Verbreitungsgebiet hat, relativ häufig ist und in mehreren Schutzgebieten vorkommt, gilt sie als ungefährdet.

## Belege
1. 1 2 3 4 5 6 7  Diego Astúa: Family Didelphidae (Opossums). in Don E. Wilson, Russell A. Mittermeier: Handbook of the Mammals of the World – Volume 5. Monotremes and Marsupials. Lynx Editions, 2015, ISBN 978-84-96553-99-6. Seite 182 u. 183.
2. ↑  Marmosops incanus in der Roten Liste gefährdeter Arten der IUCN 2015. Eingestellt von: Brito, D., Astua de Moraes, D., Lew, D., Soriano, P. & Emmons, L., 2015. Abgerufen am 21. Januar 2019.